# Wyręby (Podole-Górowa)
Wyręby (dawn. Wyręby Miłkowskie) – część wsi Podole-Górowa, w Polsce, położona w województwie małopolskim, w powiecie nowosądeckim, w gminie Gródek nad Dunajcem. 
W latach 1975–1998 miejscowość położona była w województwie nowosądeckim.